# Longleng
Longleng es una ciudad situada en el distrito de Longleng en el estado de Nagaland (India). Su población es de 7613 habitantes (2011). 

## Demografía
Según el censo de 2011 la población de Longleng era de 7613 habitantes, de los cuales 3991 eran hombres y 3622 eran mujeres. Longleng tiene una tasa media de alfabetización del 91,45%, superior a la media estatal del 79,55%: la alfabetización masculina es del 92,48%, y la alfabetización femenina del 90,30%.